# Three Fish (album)
Three Fish è un album dei Three Fish pubblicato nel 1996.

## Tracce
1. Solitude – 4:50
2. Song for a Dead Girl – 4:29
3. Silence at the Bottom of the Well – 4:03
4. The Intelligent Fish – 2:44
5. Zagreb – 3:21
6. All Messed Up – 5:34
7. Here in the Darkness – 4:24
8. The Half-Intelligent Fish – 2:40
9. Strangers in My Head – 4:45
10. A Lovely Meander – 3:51
11. Build – 6:51
12. Stupid Fish – 1:33
13. Secret Place – 1:53
14. Elusive Ones – 3:55
15. Laced – 3:18